# Luis de la Lastra y Cuesta

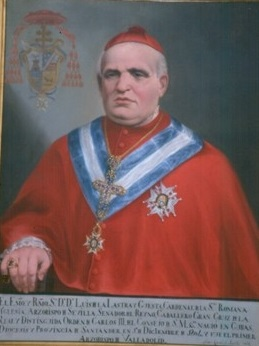
Luis Kardinal de la Lastra y Cuesta (1876)

Luis Estéban Domiciano de la Lastra y Cuesta (* 1. Dezember 1803 in Cubas, Kantabrien; † 5. Mai 1876 in Sevilla) war ein spanischer Geistlicher, Erzbischof von Sevilla und Kardinal.

## Leben
Luis de la Lastra y Cuesta entstammte einer adeligen Familie, seine Eltern waren der Chirurg Bernardo de la Lastra Cuero (1769–1837) und dessen Ehefrau Brígida de la Cuesta Hontañon. Er studierte an der Universität Valladolid und wurde dort 1829 zum Doctor iuris utriusque promoviert. Bereits im Mai 1828 war er zum Subdiakon geweiht worden, am 20. September 1828 empfing er die Diakonen- und im Dezember desselben Jahres die Priesterweihe.
Nach verschiedenen Ämtern in den Diözesen seiner Heimat wurde Luis de la Lastra y Cuesta am 18. März 1852 zum Bischof von Orense ernannt. Die Bischofsweihe spendete ihm am 20. Juni 1852 in Madrid Erzbischof Giovanni Brunelli, Nuntius in Spanien; Mitkonsekratoren waren Tomás Iglesias y Bárcones, Bischof von Mondoñedo und Patriarch von Westindien, sowie Benito Forcelledo Tuero, Bischof von Astorga. Am 3. August 1857 wurde Luis de la Lastra y Cuesta zum Erzbischof von Valladolid ernannt und gut fünf Jahre später, am 30. Oktober 1862, zum Erzbischof von Sevilla.
Papst Pius IX. kreierte Luis de la Lastra y Cuesta im Konsistorium vom 16. März 1863 zum Kardinalpriester. Den roten Hut erhielt er am 12. Juni desselben Jahres und am 12. Juli 1863 wurde ihm San Pietro in Vincoli als Titelkirche übertragen. Ab 1868 war er Senator des Königreichs Spanien. Luis de la Lastra y Cuesta beteiligte sich 1868 an der Septemberrevolution in Spanien, während der die Jesuiten und die Anhänger der Königin Isabella II. aus Sevilla vertrieben wurden, wobei es auch zur Zerstörung von Klöstern und Kirchengebäuden kam.
Beigesetzt wurde er 1876 in der Kathedrale von Sevilla. Der Bildhauer Ricardo Bellever schuf 1880 eine Statue des verstorbenen Kardinals.